# José Giacone
José Antonio Giacone Garita (Buenos Aires, Argentina, 5 de enero de 1971), actualmente dirige al Diriangén Fútbol Club de la Liga Primera de Nicaragua.

## Trayectoria
José Giacone es hijo de padre argentino y madre costarricense, por lo que cuenta con ambas nacionalidades. Tuvo una corta y poco destacada carrera como futbolista, jugando como volante de contención. Entre 1993 y 2001, participó con varios equipos argentinos pequeños de la Primera B de su natal Buenos Aires, como C.A. Defensores de Belgrano, C.S.D. Tristán Suárez,  Club Sportivo Italiano y C.S.D. Flandria. 
En 2002 decidió emigrar junto con su familia a Costa Rica, país donde jugaba su hermano menor Diego Alejandro con la A.D. Carmelita, debido a los serios problemas financieros y sociales que afectaban a Argentina en ese entonces.  Ese año, realizó una prueba con la A.D. Ramonense, sin tener mayor éxito, por lo que se retiró como jugador profesional. Posterior a ello, comenzó su carrera en la dirección técnica de ligas menores. 
Giacone estuvo 10 años en la parte técnica del Deportivo Saprissa, donde mantuvo a su cargo la U-15, la U-17, el Alto Rendimiento, la Segunda División (Saprissa de Corazón), fue asistente técnico de Roy Myers en la primera categoría (2009-2010) y realizó visorías para los tibaseños.
En 2012 salió del equipo morado para vincularse a la dirección técnica del Club de Fútbol UCR, que participaba en ese entonces en la Segunda División.  En 2013, logró ascender al equipo académico a la Primera División, luego de estar ausente de dicha categoría desde el 2008, equipo al cual logra llevar hasta las semifinales del Torneo de Verano del 2014, donde cae derrotado 4-2 ante el Deportivo Saprissa. En mayo de 2015, se vincula al Deportivo Saprissa como asistente técnico de Jeaustin Campos, sin embargo es cesado del cargo en octubre de ese año junto con dicho entrenador por malos resultados. Para el Torneo de Verano del 2016 asume la dirección técnica del equipo costarricense Club Deportivo Belén equipo que logra ser la revelación del torneo por un estilo de juego muy definido y por estar ostentando los primeros cuatro lugares de la tabla general, clasifica de cuarto lugar a semifinales donde se enfrenta al entonces líder Club Sport Herediano, quedando eliminado por la regla de la ventaja deportiva según la tabla de posiciones siendo que el marcador global fue un empate de 1-1.  
En mayo del 2016, deja la dirección técnica de Club Deportivo Belén para vincularse como nuevo entrenador de Liga Deportiva Alajuelense, uno de los grandes del fútbol de Costa Rica donde asume el reto de alcanzar el cetro #30 del club luego de perder las tres finales consecutivas anteriores. Renuncia al cargo luego de perder 3 partidos consecutivos con el plantel, entre ellos el clásico.
En el torneo de apertura de 2017 se coronó campeón nacional al mando del Municipal Perez Zeledón al vencer al Club Sport Herediano.

## Clubes

### Como jugador
| Club                        | País      | Año       |
| --------------------------- | --------- | --------- |
| C.A. Defensores de Belgrano | Argentina | 1993-1994 |
| C.S.D. Tristán Suárez       | Argentina | 1997-1998 |
| Club Sportivo Italiano      | Argentina | 1998-1999 |
| C.S.D. Flandria             | Argentina | 2000-2001 |

### Como técnico
| Club                                    | País       | Año       |
| --------------------------------------- | ---------- | --------- |
| Saprissa de Corazón                     | Costa Rica | 2010-2011 |
| Club de Fútbol UCR                      | Costa Rica | 2012-2015 |
| Deportivo Saprissa (Segundo entrenador) | Costa Rica | 2015      |
| Belén F. C.                             | Costa Rica | 2015-2016 |
| L. D. Alajuelense                       | Costa Rica | 2016      |
| Pérez Zeledón                           | Costa Rica | 2016-2019 |
| C. S. Herediano                         | Costa Rica | 2019-2020 |
| Sporting F. C.                          | Costa Rica | 2021-2023 |
| Diriangén Fútbol Club                   | Nicaragua  | 2023-2024 |
| Deportivo Saprissa                      | Costa Rica | 2024-2025 |
| Diriangén Fútbol Club                   | Nicaragua  | 2025-act  |

## Palmarés

### Títulos nacionales
| Título                         | Club               | País       | Año  |
| ------------------------------ | ------------------ | ---------- | ---- |
| Segunda División de Costa Rica | Club de Fútbol UCR | Costa Rica | 2013 |
| Primera División de Costa Rica | Pérez Zeledón      | Costa Rica | 2017 |
| Primera División de Costa Rica | C. S. Herediano    | Costa Rica | 2019 |
| Primera División de Nicaragua  | Diriangén F. C.    | Nicaragua  | 2023 |
| Primera División de Nicaragua  | Diriangén F. C.    | Nicaragua  | 2024 |
| Copa Primera                   | Diriangén F. C.    | Nicaragua  | 2024 |
| Copa Primera                   | Diriangén F. C.    | Nicaragua  | 2025 |

### Distinciones individuales
| Distinción                                                                                       | Año  |
| ------------------------------------------------------------------------------------------------ | ---- |
| Mejor director técnico de la temporada 2013-14 de la Liga FPD                                    | 2014 |
| Mejor director técnico del Campeonato de Verano 2016                                             | 2016 |
| Mejor director técnico extranjero de 2017 según el Círculo de Periodistas y Locutores Deportivos | 2018 |
| Mejor director técnico de la Primera División de Costa Rica del Torneo de Apertura 2017          | 2018 |
| Mejor director técnico de la Primera División de Costa Rica del Torneo de Apertura 2019          | 2020 |